# Niedergang

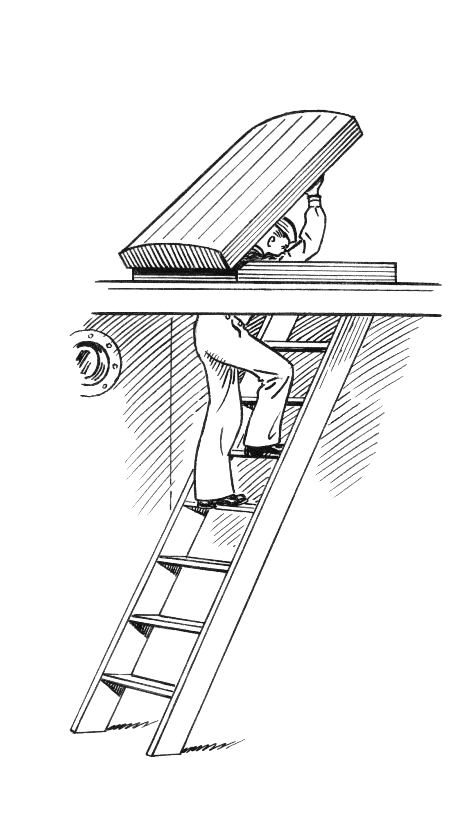
Niedergang

Als Niedergang bezeichnet man auf einem Schiff eine steile schmale Treppe oder befestigte Leiter, die ein Deck mit einem anderen verbindet. 

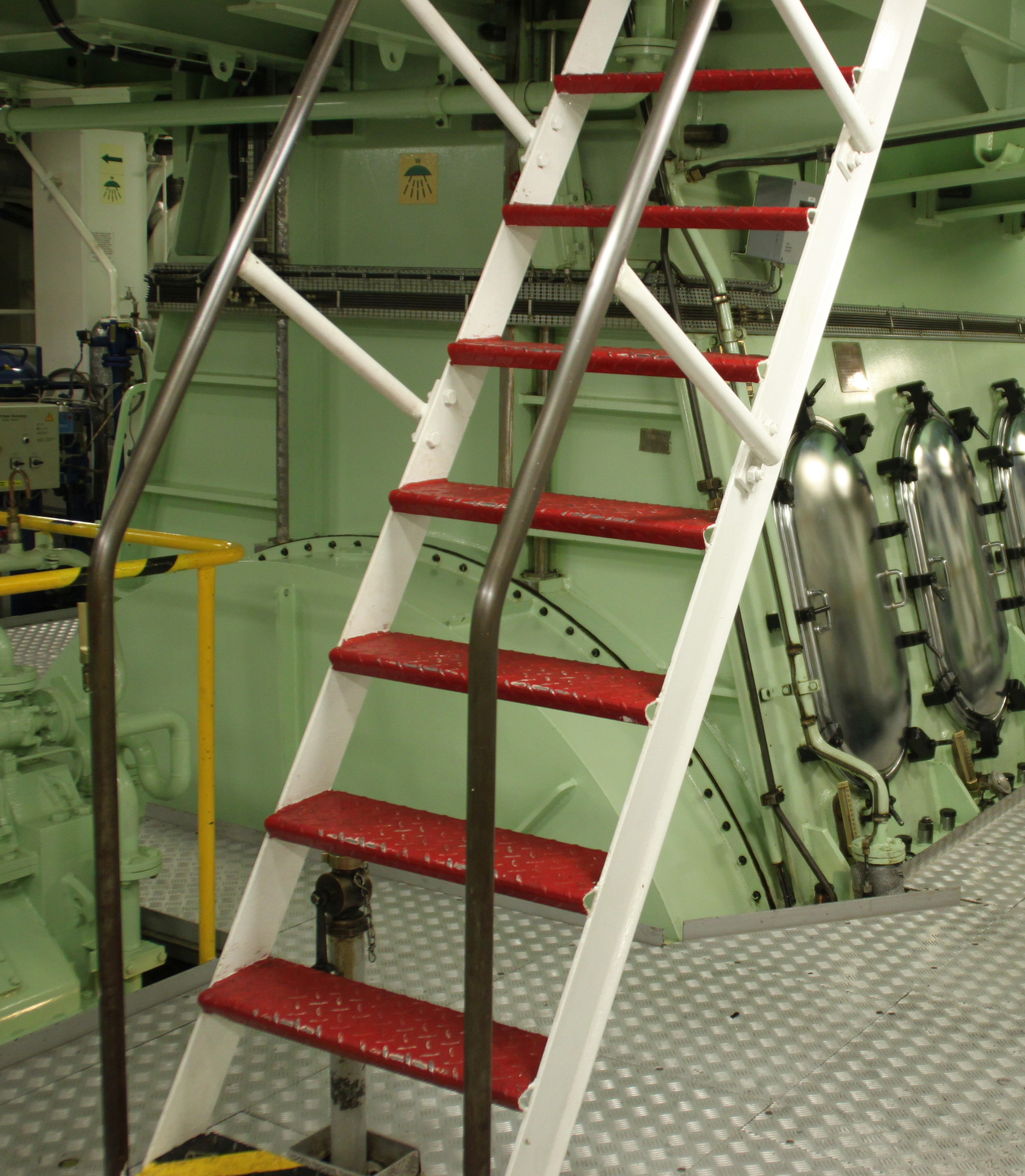
Niedergang im Maschinenraum eines Frachtschiffes

Niedergänge sind meist mit Handläufen (zum Beispiel Rundprofile) auf beiden Seiten ausgestattet, um eine sichere Benutzung auch im Seegang zu gewährleisten. Um einen Zusammenstoß mit anderen Personen oder ähnliche Unfälle zu vermeiden, wird auf einem Niedergang, sogar wenn er vertikal angeordnet ist, immer wie auf einer Treppe vorwärts (also nicht wie auf einer Leiter rückwärts) hinabgestiegen, mit dem Rücken zu den Sprossen, wobei man  mit beiden Händen an den Handläufen entlang gleitet. Aus demselben Grund wird bei der Deutschen Marine die Benutzung eines Niedergangs mit dem Ruf „aufwärts!“ oder „abwärts!“ angekündigt.